# Fink

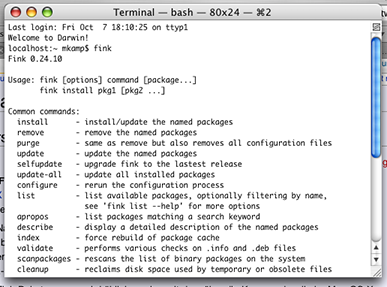
Fink.

Fink é um projeto com o objetivo de portar, e de distribuir de forma rápida e fácil, programas Unix de código aberto para as plataformas Mac OS X e Darwin. O Fink conta com seu próprio gerenciador de pacotes escrito em Perl, e que é baseado nas ferramentas dpkg, o dselect e o APT (Sistema de gerenciamento de pacotes do Debian) para realizar a distribuição.

## História
O projeto Fink foi iniciado em dezembro de 2000 pelo alemão  hacker Christoph Pfisterer.
O nome  'Fink'  é  alemão para finch e é uma referência ao nome do núcleo do macOS,  Darwin; O estudo de Charles Darwin da diversidade entre tentilhões levou-o eventualmente ao conceito de seleção natural.
Christoph Pfisterer deixou o projeto em novembro de 2001.

## Funcionamento
O funcionamento do Fink depende basicamente de dois processos. O port, que é o processo de modificação dos softwares de código aberto para que sejam compilados e executados no Mac OS X, e o empacotamento, que é uma forma de distribuição dos pacotes binários pré-compilados para usuários casuais. Além dos pacotes pré-compilados projeto oferece também, um sistema completamente automatizado de compilação a partir do código fonte para usuários avançados.
O Fink recebe descrições de pacotes e, com base nelas, produz pacotes binários.deb. Nesse processo, ele baixa da Internet o código fonte original, adapta-o se necessário e então passa pelo processo completo de configuração e geração do pacote. Por último, ele agrupa o resultado em um pacote que está pronto para ser instalado pelo dpkg.
O Fink roda sobre o Mac OS X, e tem uma política estrita para evitar interferência com o sistema base. O Fink gerencia uma árvore de diretórios separada e provê uma infraestrutura que torna fácil e seguro o seu uso.

## Interface
O Fink é essencialmente uma ferramenta utilizada a partir da linha de comando. Porém existem softwares que proporcionam uma interface gráfica, assim como o FinkCommander facilitando seu uso por usuários casuais e que não tenham intimidade com o terminal.

## História
O projeto Fink foi iniciado em dezembro de 2000 pelo hacker alemão Christoph Pfisterer.
Pfisterer deixou o projeto em novembro de 2001, segundo ele por frustração. Desde então, muitas pessoas se juntaram ao projeto e começaram a dar suporte ao Fink.
Hoje o projeto conta com 7 integrantes no time principal, um administrador que também atua como relações públicas, 42 contribuidores regulares, 28 integrantes no time de suporte, tradução e documentação e mais de 70 contribuidores ocasionais.

### Nome
O nome "Fink" significa "tentilhão" em alemão. Segundo Pfisterer, ele estava rocurando um nome para o projeto, e o nome do Sistema Operacional, Darwin, o levou a pensar em Charles Darwin, as ilhas Galápagos e a evolução, então lembrou-se de uma passagem da época da escola sobre os “tentilhões” encontrados por Darwin nas Ilhas Galápagos e seus bicos característicos.